# Międzynarodowy Instytut Unifikacji Prawa Prywatnego

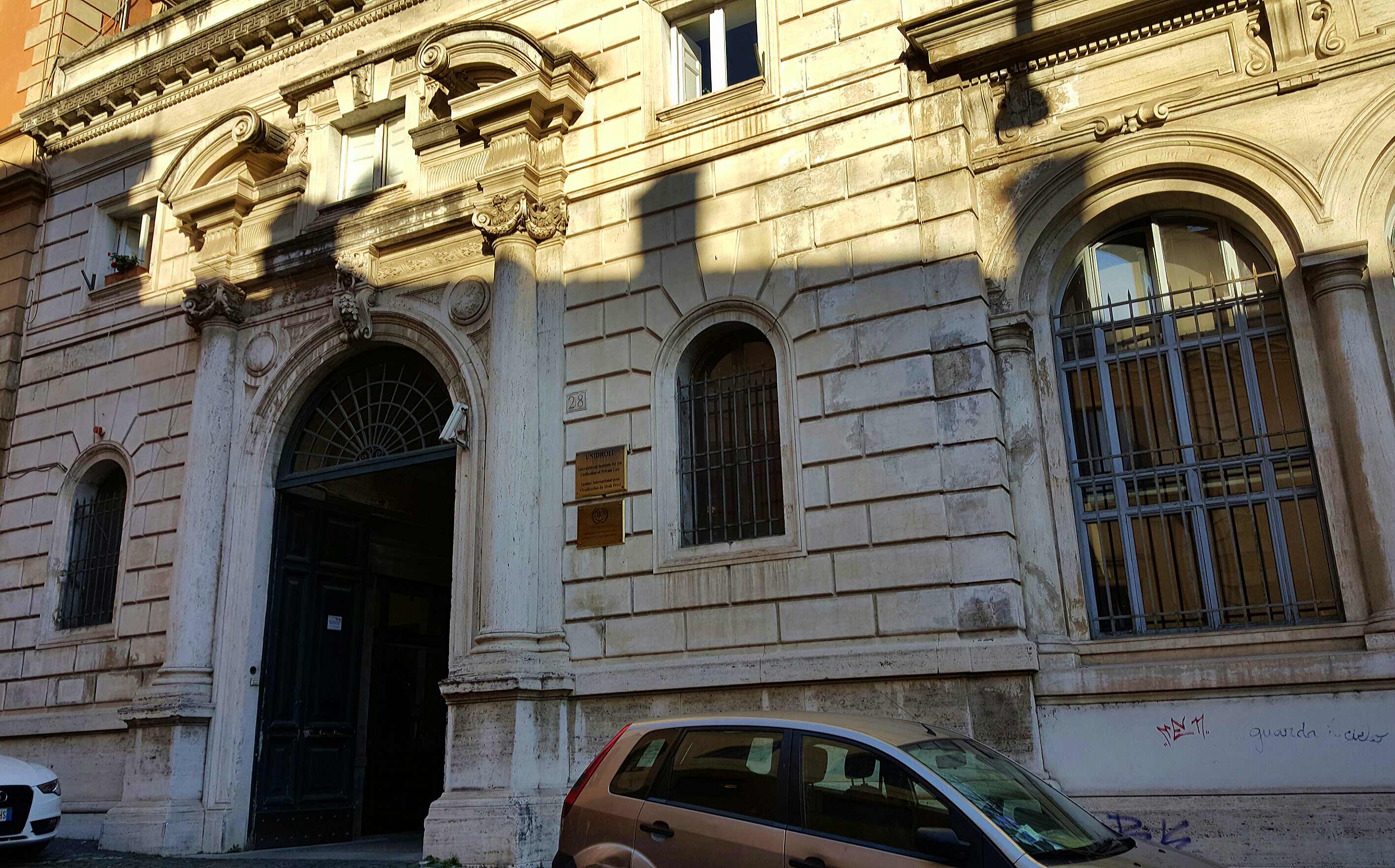
Siedziba UNIDROIT w Rzymie

Międzynarodowy Instytut Unifikacji Prawa Prywatnego (The International Institute for the Unification of Private Law, UNIDROIT) – międzynarodowa organizacja rządowa, której celem jest dążenie do unifikacji prawa prywatnego – ze szczególnym uwzględnieniem ujednolicenia zwyczajów w handlu międzynarodowym – należących do niej państw i grup państw.
Instytucja zajmuje się określaniem potrzeb, analizowaniem możliwości oraz określaniem sposobów wdrażania nowych rozwiązań harmonizacji i koordynacji prawa prywatnego. Ośrodek w tym celu przygotowuje projekty ustaw i konwencji, przedstawia projekty umów mające ułatwiać stosunki międzynarodowe w dziedzinie prawa prywatnego, podejmuje studia w zakresie porównawczego prawa prywatnego, współpracuje z innymi instytucjami, które podejmują się projektów w tej dziedzinie, organizuje konferencje naukowe i zajmuje się publikacją prac które uważa za warte szerokiego rozpowszechnienia.
Główna siedziba ośrodka mieści się w centrum Rzymu, we Włoszech, w Villi Aldobrandini (adres: Via Panisperna, 28, 00184 Rome).
Polskim członkiem Rady Zarządzającej UNIDROIT był w latach 2014–2018 prof. dr hab. Wojciech Popiołek.

## Historia i członkostwo
Ośrodek powstał w ramach istniejącej w I połowie XX wieku Ligi Narodów, utworzony jako jej organ pomocniczy w 1926 r., od 1940 r. funkcjonował już na podstawie przyjętej wielostronnej umowy, statutu UNIDROIT.
Instytucja składa się z 63 państw. Członkami organizacji mogą być tylko i wyłącznie państwa, które przystąpiły do Statutu UNIDROIT. Obecnie państwa członkowskie pochodzą z pięciu kontynentów i dzięki temu zapewniają wielokulturowość oraz różnorodność organizacji pod względem prawnym (wielość systemów prawnych), ekonomicznym (myśli, koncepcje) oraz politycznym (różne ustroje i systemy państw członkowskich). Wśród członków znajdują się wszystkie państwa członkowskie Unii Europejskiej. W UNIDROIT obowiązuje pięć języków oficjalnych: włoski, angielski, francuski, niemiecki i hiszpański. Do języków roboczych należą angielski i francuski.

## Finansowanie
Na budżet UNIDROIT składają się: wpłaty państw członkowskich oraz wkład rządu włoskiego. Podstawowy składnik budżetu organizacji stanowi coroczny wkład rządu włoskiego, pozostałe państwa zobowiązane są do wpłacania corocznych składek, których wysokość ustala Zgromadzenie Generalne. Zgromadzenie zwoływane jest przez przewodniczącego co najmniej raz w roku, na sesji zwyczajnej, w celu zatwierdzenia rocznego sprawozdania z dochodów i wydatków oraz budżetu. Każdy projekt lub działanie organizacji może być wspierane finansowo poprzez wnoszenie dodatkowych, pozabudżetowych wkładów.

## Struktura organizacji
Zgodnie z art. 4 statutu UNIDROIT, w skład instytutu wchodzą:
- Zgromadzenie Generalne (Ogólne) — organ decyzyjny instytucji, który ma w niej głos ostateczny. Wśród jego kompetencji należy wymienić przede wszystkim: zatwierdzanie programu prac organizacji uchwalanego co trzy lata, coroczne głosowanie w sprawie budżetu czy też wybór Rady Zarządzającej co pięć lat. Zgromadzenie Generalne składa się z przedstawicieli państw członkowskich (z każdego państwa po jednym przedstawicielu dyplomatycznym akredytowanym przy rządzie włoskim lub osobie przez nich wyznaczonej). Prezydencja Zgromadzenia Generalnego jest pełniona przez okres jednego roku, rotacyjnie, przez przedstawiciela dyplomatycznego (Ambasadora) jednego z państw członkowskich instytucji[11].
- Rada Zarządzająca — sprawuje nadzór nad stosowanymi metodami osiągania przewidzianych w programie celów, zwłaszcza kontroluje sposób w jaki Sekretariat wykonuje bieżący program prac, nadzoruje wszystkie aspekty polityczne stosowanych środków. Rada składa się z Przewodniczącego i dwudziestu pięciu członków. Przewodniczący mianowany jest przez rząd włoski, pozostali członkowie powoływani są przez Zgromadzenie Generalne, wśród których odnaleźć można w przeważającej większości wybitnych sędziów, praktyków, pracowników akademickich i urzędników służby cywilnej[12][13]. Zgromadzenie może wyznaczyć również — oprócz wspomnianych dwudziestu pięciu — jeszcze jednego członka wybranego spośród sędziów Międzynarodowego Trybunału Sprawiedliwości. Przewodniczący i członkowie Rady Zarządzającej sprawują swój mandat przez okres pięciu lat z możliwością przedłużenia. Rada Zarządzająca zwoływana jest przez przewodniczącego, wówczas gdy uzna to za celowe, a w każdym razie przynajmniej raz w roku[14].
- stały komitet — składa się z Przewodniczącego i pięciu członków mianowanych przez Radę Zarządzającą spośród swoich członków. Członkowie Stałego Komitetu sprawują urząd przez pięć lat i kwalifikują się do ponownego wyboru. Stały Komitet — podobnie jak w Radzie Zarządzającej — zwoływany jest przez przewodniczącego zawsze, gdy ten uzna to za stosowne, a w każdym razie przynajmniej raz w roku[15].
- sekretariat — jest organem wykonawczym organizacji. Odpowiada za realizację przyjętego programu prac. W skład Sekretariatu wchodzi: Sekretarza Generalnego, dwóch zastępców Sekretarza Generalnego oraz zespołu międzynarodowych urzędników i personelu pomocniczego. Sekretarz Generalny mianowany jest przez Radę Zarządzającą na wniosek Przewodniczącego[16], jego zastępcy powinni być różnych narodowości i także mianowani są przez Radę Zarządzającą, personel stanowią funkcjonariusze i pracownicy przewidziani w przepisach regulujących zarządzanie instytucją. Zasady regulujące zarządzanie ośrodkiem, jego wewnętrznymi działaniami i określające warunki służby personelu są przyjmowane przez Radę Zarządzającą i muszą być zatwierdzone przez Zgromadzenie Generalne i przekazane rządowi włoskiemu.

Sekretarz Generalny i zastępcy Sekretarza Generalnego są mianowani na okres nieprzekraczający pięciu lat, mogą być ponownie powołani na te stanowiska. Sekretarz Generalny instytutu jest z urzędu Sekretarzem Zgromadzenia Generalnego.

## Polityka legislacyjna
Wieloletnia działalność organizacji zaowocowała przygotowaniem ponad siedemdziesięciu opracowań i projektów, z których znaczna część stanowiła bądź stanowi obowiązujące międzynarodowe instrumenty, w tym np. w międzynarodowe konwencje, modelowe prawa i zasady czy też występują w postaci poradników prawnych i kontraktowych. Konwencje przyjmowane są na konferencjach dyplomatycznych zwoływanych przez członków instytucji. Część prowadzonych w UNIDROIT prac stała się również podwaliną dla innych międzynarodowych organizacji do utworzenia przez nie międzynarodowych instrumentów prawnych. Kilka z takich instrumentów już obowiązuje. Niektóre z prowadzonych prac UNIDROIT zostały również wykorzystane przez inne międzynarodowe organizacje dla których stanowiły podstawę utworzenia międzynarodowych instrumentów.

## Konwencje i inne akty
Konwencje i inne akty znajdujące się w dorobku UNIDROIT:
- Convention On Agency In The International Sale Of Goods (Geneva, 17 February 1983) — Konwencja genewska z 1983 r. o agencji w międzynarodowej sprzedaży towarów[21]
- Unidroit Convention On Substantive Rules For Intermediated Securities (2008) — Konwencja UNIDROIT o harmonizacji prawa materialnego dotyczącego papierów wartościowych przechowywanych przez pośrednika
- Unidroit Principles Of International Commercial Contracts (2016) — Zasady Międzynarodowych Kontraktów Handlowych
- Unidroit Convention On Stolen Or Illegally Exported Cultural Objects (Rome, 24 June 1995) — Konwencja UNIDROIT dotycząca skradzionych lub nielegalnie wywiezionych dóbr kultury, podpisana w Rzymie w dniu 24 czerwca 1995 r.
- Unidroit Convention On International Factoring (Ottawa, 28 May 1988) — Konwencja UNIDROIT o faktoringu międzynarodowym z dnia 28.05.1988 roku (tzw. Konwencja Ottawska)[22]
- Model Franchise Disclosure Law (2002) — Prawo modelowe dotyczące franczyzowych dokumentów ujawniających
- Convention Relating To A Uniform Law On The International Sale Of Goods (The Hague, July 1, 1964) — Konwencja Haska z dnia 1 lipca 1964 roku o międzynarodowej sprzedaży towarów
- Convention Relating To A Uniform Law On The Formation Of Contracts For The International Sale Of Goods (The Hague, 1 July 1964) — Konwencja Haska z dnia 1 lipca 1964 roku o zawieraniu umów międzynarodowej sprzedaży towarów
- Convention Providing A Uniform Law On The Form Of An International Will (Washington, D.C., 1973) — Konwencja UNIDROIT, o formie testamentu międzynarodowego w której dokonano ujednolicenia prawa regulującego formę testamentu międzynarodowego, została zawarta dn. 26 października 1973 r. w Waszyngtonie i weszła w życie dn. 9 lutego 1978 r. Państwa Członkowskie będące stronami tej konwencji to: Belgia, Cypr, (Czechosłowacja), Francja, (Stolica Apostolska), Włochy, Zjednoczone Królestwo, Słowenia i szereg krajów trzecich, m.in. Stany Zjednoczone i Federacja Rosyjska. Konwencja ta przewiduje międzynarodowy system rejestracji oraz jednolity formularz do realizacji tejże procedury[23]
- Unidroit Convention On International Financial Leasing (Ottawa, 28 May 1988) — Konwencja UNIDROIT o międzynarodowym leasingu finansowanym, podpisana w Ottawie w dniu 28 maja 1988 r.[24]
- Convention On International Interests In Mobile Equipment (2001) — Konwencja z 16.11.2001 r. o międzynarodowych zabezpieczeniach na składnikach majątku ruchomego (Konwencja Kapsztadzka), weszła w życie 1.03.2006 r.[25]

a. Protocol To The Convention On International Interests In Mobile Equipment On Matters Specific To Aircraft Equipment (Cape Town On 16 November 2001) — Protokół do konwencji o międzynarodowych zabezpieczeniach na składnikach majątku ruchomego dotyczący zagadnień właściwych dla sprzętu lotniczego z 6.11.2001 r., wszedł w życie 1.03.2006 r.
b. Protocol To The Convention On International Interests In Mobile Equipment On Matters Specific To Railway Rolling Stock (Luxembourg On 23 February 2007) — Protokół do konwencji o międzynarodowych zabezpieczeniach na składnikach majątku ruchomego dotyczący zagadnień właściwych dla taboru kolejowego z 23.02.2007 r., nie wszedł w życie
c. Protocol To The Convention On International Interests In Mobile Equipment On Matters Specific To Space Assets (Berlin, 9 March 2012) — Protokół do konwencji o międzynarodowych zabezpieczeniach na składnikach majątku ruchomego dotyczący zagadnień właściwych dla sprzętu kosmicznego z 9.03.2012 r., nie wszedł w życie
- ALI / UNIDROIT Principles of Transnational Civil Procedure — Dokument Amerykańskiego Instytutu Prawa (ALI) / UNIDROIT zatytułowany „Zasady międzynarodowej procedury cywilnej”
- International Convention On Travel Contracts (CCV) (Brussels, April 23, 1970) — Konwencja Brukselska z 1970 r. o umowie podróży (CCV)
- Convention On The Contract For The International Carriage Of Goods By Road (CMR) And Protocol Of Signature Done At Geneva On 19 May 1956 — Konwencja o umowie międzynarodowego przewozu drogowego towarów (CMR) i Protokół podpisania, sporządzone w Genewie 19 maja 1956 r.